# Бирюча Балка (стоянка)
Бирюча балка - пізньопалеолітична стоянка. 
Розташована в долині річки Сіверський Донець недалеко від хутора Кременського Костянтинівського району Ростовської області на лівому схилі Бирючої балки. 
Виділено 7 культурних шарів епохи мустьє, 4 - пізньопалеолітичних і 1 неолітичний  шар. 
Самі нижні мустьєрські шари, згідно з палеомагнітними дослідженнями, мають вік у межах 42,000-40,000 років до Р. Х.. Вік культурного шару зі знахідками пізнього палеоліта оцінюється в межах 32,000-30,000 рр. до Р. Х..  Палинологичне вивчення всієї товщі відкладень фіксує зміну рослинності в цьому районі протягом  понад 40 тис. років.
Крем'яних виробів налічується більше п'яти тисяч (нуклеуси, відщіпи, пластини, інструменти і їхні уламки). Свідчення існування тут  майстерень змішаного профілю, де виготовлялися не тільки трикутні вістря, але і якісні заготівлі - відщипи і пластини.
За своїм типологічним складом пізньопалеолітичні матеріали Бирючої балки-1в найбільше  нагадують індустрію Бирючої Балки-2 і належать стрілецькій культурі. Ця стоянка є одна з найбільш ранніх пам'яток пізнього палеоліту в Східній Європі. 
Археолог Матюхін вважає, що Бирюча Балка 2 мустьєрських шарів, як і інші пам'ятки півдня Руської рівнини, свідчать, що перехід до пізнього палеоліту відбувався на місцевій, мустьєрській основі,  без впливу оріньяка - культури, що  мігрувала в Європу із Близького Сходу.